# 기아 T-2000

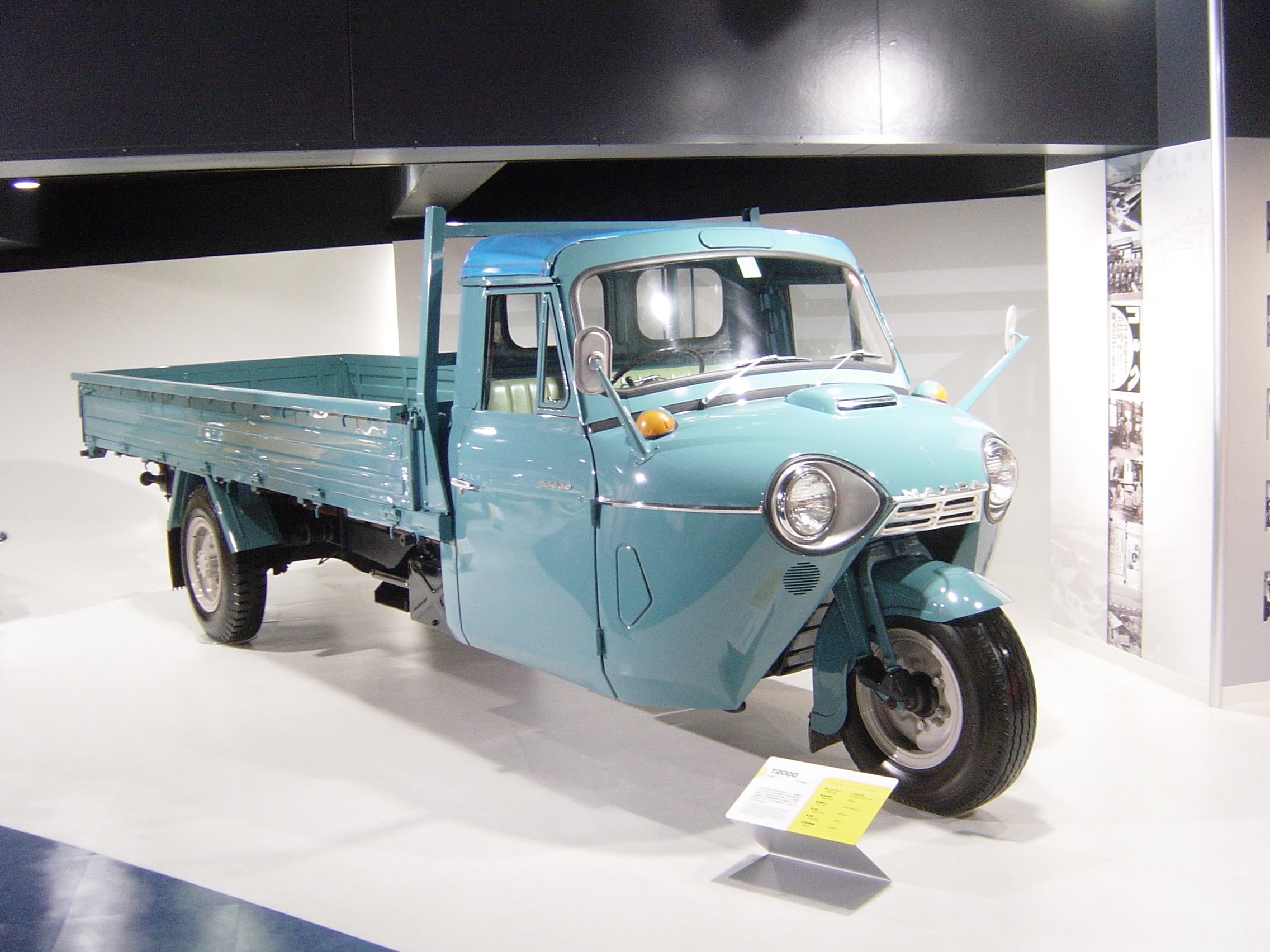
마쓰다 T2000

기아 T2000은 1967년 동양공업 (현 마쓰다)와 기술제휴하여 반조립형태로 생산한 삼륜화물차이다.

## 개요
1962년 동양공업은 T1500의 엔진을 2000cc으로 바꾸면서 T2000이라는 이름을 짓고 그해 시판에 들어간다. 최대적재량도 2t이며 공차중량은 1,485kg에 달한다. 대한민국에서는 1967년부터 생산되었으며 국내에 삼륜차가 널리 보급되는데 큰 역할을 하였다. 당시 국내 자영업자, 용달회사, 연탄배탈차로 널리 사용되었으며 주로 중장거리 운송에 많이 사용되었다. 일본 현지에서는 삼륜차량 가운데에서 가장 많이 판매되었으며 1974년까지 생산되다가 단종되었다. 차량의 기본형식은 T1500과 동일하나 엔진과 적재용량이 개선되었다. 현재 일본에서는 여전이 현역중인 차량이 많이 있으며 국내에서는 딱 1대가 남아있는대 개인운수 업자가 페기처분 하려는것을 한 자동차 수리업자가 인수하여 복원하였다가 금호상사의 대표가 인수하여 현재 금호상사에 소장중이다.

#### 제원
제원
| 구분                 | UA형 OHV   |
| -------------------- | ---------- |
| 전장 (mm)            | 4,380      |
| 전폭 (mm)            | 1,685      |
| 전고 (mm)            | 1,920      |
| 축거 (mm)            | 2,965      |
| 윤거 (전, mm)        |            |
| 윤거 (후, mm)        |            |
| 승차 정원            | 3명        |
| 변속기               | 수동 3단   |
| 최고속도 (km/h)      | 100        |
| 구동 형식            | 후륜 구동  |
| 연료                 | 가솔린     |
| 배기량 (cc)          | 1,985      |
| 최고 출력 (ps/rpm)   | 81/4,600   |
| 최대 토크 (kg*m/rpm) | 15.5/4,000 |